# Norman Lloyd
Pour les articles homonymes, voir Lloyd.
Norman Lloyd, né le 8 novembre 1914 à Jersey City dans le New Jersey (États-Unis) et mort le 11 mai 2021 à Los Angeles en Californie (États-Unis), est un acteur, producteur et réalisateur américain. Il est apparu dans plus de 60 films et émissions de télévision.

## Biographie

### Théâtre
Norman Lloyd fait des études secondaires et supérieures à New York. Il commence sa carrière artistique au théâtre. D'après le bonus du film Le Cercle des poètes disparus (où il joue), il a fondé le Mercury Theatre (en) avec Orson Welles. Il joue notamment Cinna le poète dans l'adaptation antifasciste qu'Orson Welles fit du Jules César de Shakespeare en 1937.

### Cinéma

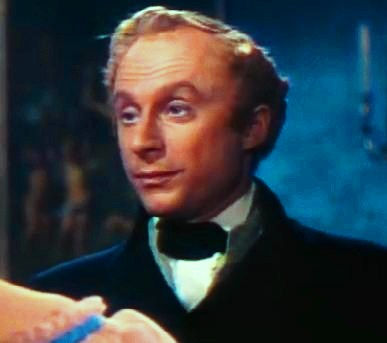
Norman Lloyd dans La Fille des boucaniers (1950).

Norman Lloyd débute à Hollywood en jouant un second rôle dans Cinquième colonne d'Alfred Hitchcock en 1942. À la fin du film, Lloyd, dans le rôle de l'espion nazi Fry, tombe du sommet de la statue de la Liberté. C'est le début d'une longue amitié et collaboration avec Hitchcock. Dans les années 1950, Lloyd devient producteur pour la télévision et passe derrière la caméra pour réaliser des épisodes de séries télévisées. Entre 1958 et 1962, Hitchcock lui confie la réalisation de dix-neuf épisodes de la série Alfred Hitchcock présente.

### Vie privée

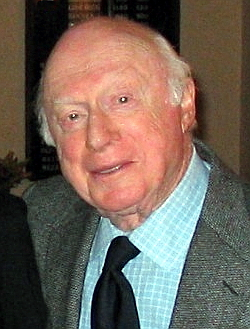
Norman Lloyd en 2007.

De 1936 jusqu'à la mort de celle-ci, Norman Lloyd fut marié à la comédienne Peggy Lloyd (1913-2011), rencontrée à l'occasion de la pièce Crime, dirigée par Elia Kazan.
Ayant atteint l'âge de 106 ans le 8 novembre 2020, il était l'acteur masculin le plus âgé au monde jusqu'à sa mort survenue dans son sommeil dans la nuit du 10 au 11 mai 2021. 
Il résida à Los Angeles.

## Filmographie partielle

### Acteur

#### Au cinéma
- 1942 :
  - Cinquième Colonne (Saboteur), d'Alfred Hitchcock : Frank Fry
- 1945 :
  - L'Invisible Meurtrier (The Unseen) de Lewis Allen
  - La Maison du docteur Edwardes (Spellbound) d'Alfred Hitchcock : M. Garmes
  - L'Homme du Sud (The Southerner) de Jean Renoir : Finley Hewitt
- 1946 :
  - Les Vertes Années (The Green Years) de Victor Saville : Adam Leckie
- 1948 :
  - La Vérité nue (No Minor Vices) de Lewis Milestone : Dr Sturdivant
- 1949 :
  - La Fille des prairies (Calamity Jane and Sam Bass) de George Sherman : Jim Murphy
  - La Scène du crime (Scene of the Crime) de Roy Rowland : dormeur
  - Le Livre noir (Reign of Terror ou The Black Book), d'Anthony Mann : Jean-Lambert Tallien
- 1950 :
  - La Flèche et le Flambeau (The Flame and the Arrow) de Jacques Tourneur : Apollo, le troubadour
  - La Fille des boucaniers (Buccaneer's Girl) de Frederick de Cordova : Patout
- 1951 :
  - Menace dans la nuit (He Ran All the Way) de John Berry : Al Molin
- 1952 :
  - Miracle à Tunis (The Light Touch) de Richard Brooks : Anton
  - Les Feux de la rampe (Limelight) de Charlie Chaplin : Bodalink
- 1977 :
  - Audrey Rose (Audrey Rose) de Robert Wise : Dr Steven Lipscomb
- 1980 :
  - Le Plus Secret des agents secrets (The Nude Bomb) de Clive Donner : Carruthers
- 1981 :
  - Jaws of Satan de Bob Claver
- 1989 :
  - Le Cercle des poètes disparus (Dead Poets Society) de Peter Weir : M. Nolan, directeur de l'école
- 1993 :
  - Le Temps de l'innocence (The Age of Innocence) de Martin Scorsese : M. Letterblair
- 2000 :
  - Les Aventures de Rocky et Bullwinkle (The Adventures of Rocky & Bullwinkle) de Des McAnuff : Président Wossamotta U.
- 2005 :
  - In Her Shoes de Curtis Hanson : le professeur, dans la pension de retraite
- 2015 :
  - Crazy Amy de Judd Apatow : Norman

#### À la télévision
1986 - 1993 : Arabesque : Edward St. Cloud / Philip Arkham / Lloyd Marcus
- 1993 : Star Trek : La Nouvelle Génération, saison 6 épisode 20 : l'archéologue Professeur Richard Galen
- 1998 - 2001 : Sept jours pour agir : Dr Isaac Mentnor

### Réalisateur
- 1958 - 1962 : Alfred Hitchcock présente, 19 épisodes, dont L'Homme du Sud (Man from the South (en)), saison 5, épisode 15, avec Steve McQueen et Peter Lorre
- 1971 : Columbo : Attente (Lady in Waiting) (série télévisée)